# Ptecticus somereni
Ptecticus somereni är en tvåvingeart som beskrevs av James 1952. Ptecticus somereni ingår i släktet Ptecticus och familjen vapenflugor. Inga underarter finns listade i Catalogue of Life.